# Sonia Sotomayor

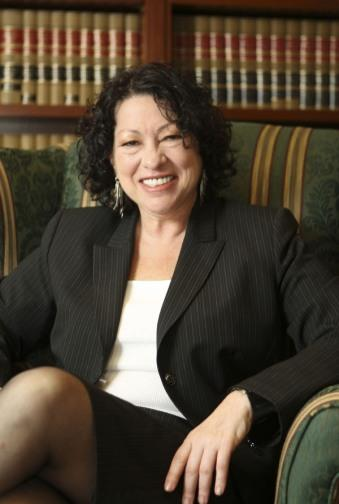
Sotomayor 2009.

Sonia Maria Sotomayor, född 25 juni 1954 i Bronx i New York, är en domare i USA:s högsta domstol. Hon är den första ledamoten i domstolen med rötter i Latinamerika och nominerades till ämbetet av Barack Obama 2009. Hennes nominering bekräftades av senaten i augusti 2009 med en röst på 68–31.

## Karriär
Sotomayor är född i södra Bronx, New York. Hon är dotter till två invandrare från Puerto Rico. Hon är utbildad vid Princeton och Yale. Sin gärning som federal domare inledde hon i New York 1992 efter att ha blivit nominerad av George Bush. Sex år senare blev hon den första kvinnan med puertoricansk bakgrund att bli domare vid United States Court of Appeals for the Second Circuit efter att ha blivit nominerad av Bill Clinton och godkänd av senaten 2 oktober 1998.

### Domare i högsta domstolen
I efterföljandet av David Souter hade Sotomayor gjort lite för att ändra domstolens filosofiska och ideologiska balans. Medan många fall beslutas enhälligt eller med olika röstkoalitioner, har Sotomayor fortsatt att vara en pålitlig medlem av domstolens liberala block när domarna delar sig längs de allmänt uppfattade ideologiska linjerna. Under hennes första år, röstade Sotomayor med Ginsburg och Breyer 90 procent av tiden.
Den 20 och 21 januari 2013 svor Sotomayor eden till vicepresident Joe Biden för invigningen av hans andra mandatperiod. Sotomayor blev den första latinamerikanen och den fjärde kvinnan att administrera en ed till en president eller vice president.